# Vallserena
|  | Aquest article tracta sobre el veïnat de Boscassos i Vallserena. Vegeu-ne altres significats a «Riera de Vallserena». |

La Vallserena és un dels set veïnats del municipi de Sant Pere de Vilamajor, juntament amb Santa Susanna de Vilamajor, el Pla de Vilamajor, les Brugueres, el Bruguer, el Sot de l'Om i el veïnat de Canyes. El 2009 tenia 31 habitants. Aquest veïnat també és conegut com a Boscassos i Vallserena està situat al sud-est del municipi i hi ha tres barris urbans: Can Vila, Can Ram i Vallserena. Té molta relació amb Sant Joan de Sanata i Sant Antoni de Vilamajor.
És regat per la riera de Vallserena, un afluent per l'esquerra de la riera de Vilamajor. El nom significa «vall seca», com que la riera només té aigua en els rars temps de molta pluja.